# Soundwave (festival)
Il Soundwave è un festival musicale rock che si tiene annualmente in Australia.

## Storia
Inizialmente chiamato Gravity Soundwave, la prima edizione del festival si tenne nel 2004 a Perth, con due sole date in ottobre. Nel 2005 la data fu una sola, l'8 ottobre 2005, mentre nel 2006 venne scelto il 7 dicembre. Entrambe le edizioni si tennero come la prima a Perth. Dal 2007 il festival ha cambiato nome in Soundwave, e vennero aggiunte alle città partecipanti anche Sydney e Brisbane, con tre spettacoli in tre diverse date (24 febbraio, 25 febbraio e 3 marzo). Dal 2008 le date sono diventate 5, con l'aggiunta delle città di Adelaide e Melbourne. Nel 2015 il festival vedrà un cambiamento radicale nell'organizzazione degli spettacoli, con l'eliminazione di Perth dalle città partecipanti e spettacoli durante due diversi weekend prima ad Adelaide e a Melbourne e poi a Sydney e a Brisbane.